# 20608 Fredmerlin
20608 Fredmerlin este un asteroid din centura principală de asteroizi.

## Descriere
20608 Fredmerlin este un asteroid din centura principală de asteroizi. A fost descoperit pe 7 septembrie 1999 la Stația Anderson Mesa în cadrul programului LONEOS. Asteroidul prezintă o orbită caracterizată de o semiaxă mare de 2,19 ua, o excentricitate de 0,07 și o înclinație de 8,6° în raport cu ecliptica.